# 漢娜·諾伊曼猜想
群論中，漢娜·諾伊曼猜想是關於一個自由群的兩個有限生成子群的交的秩，1957年由漢娜·諾伊曼提出。2011年伊戈爾·米涅耶夫（Igor Mineyev）和喬爾·弗里德曼（Joel Friedman）各自證明了這個猜想。

## 猜想敘述
設H, K ≤ F(X)是自由群F(X)的兩個非平凡有限生成子群， L = H ∩ K為其交，這個猜想指
rank(L) − 1 ≤ (rank(H) − 1)(rank(K) − 1).
其中對群G，rank(G)為其秩，即G的生成集合的最小大小。按尼爾森－施賴埃爾（Nielsen-Schreier）定理，自由群的子群也都是自由群，而自由群的秩等於任一個自由基底的大小。

## 歷史
這個猜想的靈感來自Howson在1954年的一條定理。他證明了一個自由群的任何兩個有限生成子群的交都是有限生成的，即是有有限秩。他並證明了若H和K是自由群F(X)有限生成子群，其秩分別為n ≥ 1及m ≥ 1，那麼H ∩ K的秩s適合
s − 1 ≤ 2mn − m − n.
漢娜·諾伊曼在一篇1956年的論文中，改進了上限
s − 1 ≤ 2mn − 2m − n.
諾伊曼在1957年的附錄中，把上限改進到
s − 1 ≤ 2(m − 1)(n − 1).
她又猜想上式右邊去掉因數2也成立，這就是以其命名的猜想。